# Григол Дадіані
Григол Дадіані (груз. გრიგოლ დადიანი; 1770 — 23 жовтня 1804) — мтаварі Мегрелії у 1788—1791, 1794–1802, 1802–1804 роках.

## Життєпис
Походив з Другої династії Дадіані (Чіковані-Дадіані). Старший син мтаварі Кації II і Анни Цулукідзе. Народився 1770 року в Зугдіді. Після того, як старший брат Бесаріон обрав церковну кар'єру був оголошений спадкоємцем батька. 1788 року спадкував Мегрелію.
Невдовзі ситуацією вирішив скористатися імеретинський цар Давид II, що вдерся до Мегрельського князівства. Григол відступив до області Лечхумі, де закріпився. 1789 року проти Давида II виступив картлі-кахетинський цар Іраклій II, який здобув перемогу над імеретинським військом біля Матходжі. В результаті Григол зумів повернути собі Мегрелію, а трон Імеретії перейшов до онука Іраклія II — Соломона II. 1790 року Григол визнав зверхність останнього, оженившись із його сестрою.
1791 року вступив у конфлікт із Соломоном Ii через Лечхумі, на яку претендували попередні царі Імеретії. Григол зазнав поразки, внаслідок чого був повалений, а влада в Мегрелії перейшла до його брата Манучара II. Григол намагався дістати допомогу від османських військ, але марно, оскільки основні сили відволікли на боротьбу з Російською імперією у Придунав'ї.
Повернувся на перемовини з Соломоном II, де був схоплений. За підтримки стрийка Георгія та Кейхосро Геловані втік до Лечхумі, зрештою закріпився у фортеці Ногі в Мегрелії, яку імеретинські війська не змогли захопити. Це та боротьба між братами Манучаром і Таріелом дозволило Григолу повернути собі Мегрелію 1794 року.
Разом з тим відчував себе непевно через значний вплив Кейхосро Геловані. Побоюючись його змови з метою захоплення Мегрелії мтаварі Григол 1799 року наказав вбити Геловані.
1802 року Соломон II знову вдерся до Мегрелії, повалив Григола, поставивши мтаварі його брата Таріела. Тоді Григол звернувся по допомогу до Келеш Ахмед-бея, мтаварі Абхазії, передавши йому заручником сина Левана. За допомогою абхазьких військ того ж року Григол повалив Таріела. За цим звернувся до Павла Цицианова, російського командувача на Кавказі, з проханням російського протекторату. 1 грудня 1803 року було укладено відповідний Дадичальський договір (ратифікований російським імператором Олександром I 20 березня 1804 року), за яким Григол визнавався князем Мегрелії, правителем Одіши, Лечхумі, Сванетії і Абхазії. З нагоди укладення договору Григор був нагороджений орденом святого Олександра Невського.
1804 року Григол Дадіані спонукав Павла Цицианова виступити проти царя Соломона II, якого змусили також визнати російський протекторат. За цим Григол спробував переконати російський уряд замінити Соломона II своїм братом Іване, але дістав відмову. Невдовзі вирушив до Лечхумі, де почалися заворушення. Тут раптово помер вМурі, можливо, від отруєння. Йому спадкував син Леван V.

## Родина
Дружина — Ніно, донька Георгія XII, царя Картлі-Кахетії.
Діти:
- Кетеван (1792 — після 1823), дружина: 1) Манучара Шервашидзе, князя Самурзакано; 2) Ростом-бека Шервашидзе
- Леван (1793—1846), мтаварі Мегрелії
- Марія (1794-д/н), дружина: 1) князя Георгія Еріставі-Гурійського; 2) князя Ростома Геловані
- Олена (1795-д/н), дружина: 1) князя Давида Гуріелі; 2) князя Георгія Мікеладзе
- Катерина (1797-д/н), дружина князя Беглара Джамбакур-Орбеліані
- Григол-Георгій (1798 — після 1851), генерал-майор Російської імперії